# ديمغرافية سنغافورة

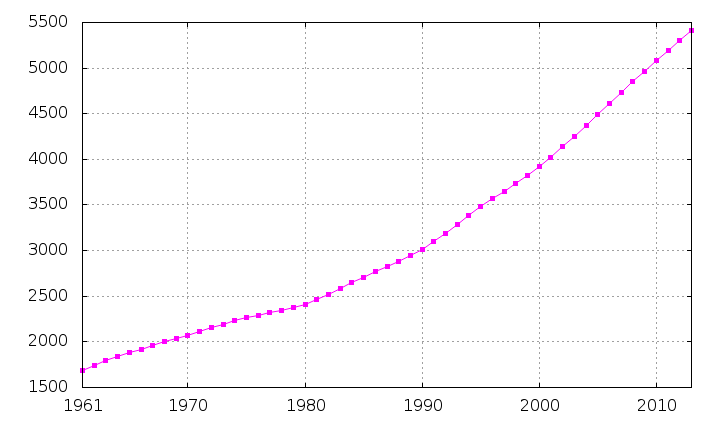

ديمغرافية سنغافورة متضمنة إحصاءات السكان في سنغافورة مثل الكثافة السكانية والإثنية ومستوى التعليم وصحة السكان والوضع الاقتصادي والانتماءات الدينية وغيرها من البيانات الديمغرافية للسكان. اعتبارا من يونيو 2019، بلغ عدد سكان سنغافورة 5.70 مليون نسمة. ونسبة كبيرة من سكانها من غير المقيمين. من إجمالي عدد سكانها البالغ 5.70 مليون نسمة في عام 2019، 4.03 مليون مقيم، و1.68 مليون غير مقيم. وهي ثاني أكثف دولة ذات سيادة في العالم بعد موناكو. وسنغافورة بلد متعدد الأعراق والثقافات تضم الصينيين، والملايو، والهنود. والسنغافوريون الصينيون غالبية السكان.